# Катастрофа Boeing 747 под Бомбеем
Катастрофа Boeing 747 под Бомбеем — крупная авиационная катастрофа, произошедшая в воскресенье 1 января 1978 года. Авиалайнер Boeing 747-237B авиакомпании Air-India выполнял плановый рейс AI855 по маршруту Бомбей—Дубай, но через 1 минуту и 41 секунду после взлёта рухнул в Аравийское море в 3 километрах от побережья. Погибли все находившиеся на его борту 213 человек — 190 пассажиров и 23 члена экипажа.
На момент событий это была крупнейшая авиакатастрофа в Индии (на 2024 год — вторая, после катастрофы над Чархи-Дадри), также это крупнейшая и первая авиакатастрофа в 1978 году.

## Самолёт
Boeing 747-237B (регистрационный номер VT-EBD, заводской 19959, серийный 124) был выпущен в 1971 году (первый полёт совершил 8 марта). 22 марта того же года был передан авиакомпании Air-India (в ней он получил имя Emperor Ashoka), став первым представителем Boeing 747 в её авиапарке. Оснащён четырьмя турбовентиляторными двигателями Pratt & Whitney JT9D-7J.

## Экипаж
Состав экипажа рейса AI855 был таким:
- Командир воздушного судна (КВС) — 51-летний Мадан Л. Кукар (англ. Madan L. Kukar). Очень опытный пилот, проработал в авиакомпании Air-India 21 год (с 1956 года). Налетал свыше 18 000 часов.
- Второй пилот — 43-летний Инду Вирмани (англ. Indu Virmani). Опытный пилот, проходил службу в ВВС Индии. В авиакомпании Air-India проработал менее 2 лет (с 1976 года). Налетал свыше 4500 часов.
- Бортинженер — 53-летний Альфредо Фариа (англ. Alfredo Faria). Поработал в авиакомпании Air-India 22 года (с 1955 года). Налетал свыше 11 000 часов.

В салоне самолёта работали 20 бортпроводников:
- Маюр Авалур (англ. Mayur Avalur), 39 лет — старший бортпроводник.
- Вивек Аджинкья (англ. Vivek Ajinkya), 30 лет.
- Бина Дабхи (англ. Beena Dabhi), 20 лет.
- Джеру Диншоу (англ. Jeroo Dinshaw), 24 года.
- Адиль Дубаш (англ. Adil Dubash), 31 год.
- Чемеранде Котак (англ. Chemerande Kothak), 23 года.
- Кали Котвал (англ. Kali Kotwal), 37 лет.
- Джеру Надиршах Котвал (англ. Jeroo Nadirshah Kotwal), 25 лет.
- Ранджана Лал (англ. Ranjana Lal), 24 года.
- Айеша Мадар (англ. Ayesha Madar), 25 лет.
- Адхар Маджития (англ. Adhar Majithia), 26 лет.
- Камаль Манек (англ. Kamal Maneck), 22 года.
- Дилшад Мехта (англ. Dilshad Mehta), 22 года.
- Кинатинкара Менон (англ. Kinathinkara Menon), 33 года.
- Мадху Нанда (англ. Madhu Nanda), 25 лет.
- Кетту Пеймaстeр (англ. Kettu Paymaster), 25 лет.
- Валлам Мохан Рао (англ. Vallam Mohan Rao), 32 года.
- Амора Рапсанг (англ. Amora Rapsang), 26 лет.
- Нараянсвами Сабапати (англ. Narayanswamy Sabapathy), 27 лет.
- Амин Шейк (англ. Amin Sheik), 32 года.

## Хронология событий
Boeing 747-237B борт VT-EBD выполнял рейс AI855 из Бомбея в Дубай. В 20:12 самолёт взлетел с ВПП №27 бомбейского аэропорта Санта-Круз и начал набор высоты. На его борту находились 23 члена экипажа и 190 пассажиров.
После пересечения береговой линии и находясь над водой, экипаж начал выполнять плановый правый разворот. После выхода на маршрут самолёт был выпрямлен, но командир вскоре заметил, что по показаниям его авиагоризонта лайнер всё ещё находится в правом крене, хотя крылья должны были находиться в левом крене. КВС попытался исправить крен, но авиагоризонт стоял на месте. После этого КВС сказал: Что случилось с моим прибором?, на что второй пилот заметил: На моём тоже крен, всё в порядке, но на самом деле авиагоризонт у второго пилота показывал левый крен, который создал командир, пытаясь исправить мнимый правый. Услышав от второго пилота, что его авиагоризонт тоже показывает крен, КВС, руководствуясь показаниями своего прибора, начал, как он считал, выводить самолёт из правого крена, на самом деле увеличивая левый.
Лайнер летел на высоте 600 метров ночью над Аравийским морем, поэтому пилоты не видели внешних ориентиров, по которым могли бы определить своё положение. Сосредоточившись на авиагоризонте, КВС не смотрел на другие приборы, в том числе на координатор поворота и вариометр. Помимо двух основных авиагоризонтов, в кабине пилотов есть ещё один, резервный; разницу между ними заметил бортинженер, который, увидев, что левый крен уже достиг 40°, сказал командиру: Не веди туда, не веди туда…. Но крен влево продолжал расти, пока не достиг 108°. Спустя всего 101 секунду после взлёта рейс AI855 под углом 35-40° рухнул в Аравийское море в 3 километрах от берега и полностью разрушился. Все 213 человек на его борту погибли.
На момент событий это была крупнейшая авиакатастрофа в истории Индии (на 2024 год — вторая, после столкновения над Чархи-Дадри).

## Расследование
Вероятной причиной катастрофы была названа ошибка командира экипажа, который ввёл самолёт в крен, не зная о неисправности авиагоризонта и не руководствуясь при этом показаниями других приборов, а также подсказками второго пилота и бортинженера.